# قليسة (القطن)
'

تعديل مصدري - تعديل

قليسة هي إحدى قرى عزلة القطن بمديرية القطن التابعة لمحافظة حضرموت، بلغ تعداد سكانها 354 نسمة حسب تعداد اليمن لعام 2004.